# Dirección General de Ordenación del Juego
La Dirección General de Ordenación del Juego (DGOJ) es el órgano directivo del Ministerio de Derechos Sociales, Consumo y Agenda 2030, adscrito a la Secretaría General de Consumo y Juego, al que corresponde el ejercicio de las funciones de regulación, autorización, supervisión, coordinación, control y, en su caso, sanción, de las actividades de juego de ámbito estatal.
El director general de Ordenación del Juego es, desde el 6 de mayo de 2020, Mikel Arana.

## Historia
La DGOJ fue creada en marzo de 2011 en cumplimiento de la disposición adicional cuadragésima de la Ley de Presupuestos Generales de 2010 que reformaba la empresa pública Loterías y Apuestas del Estado y le retiraba a esta empresa las competencias sancionatorias y de regulación del mercado del juego.
Este órgano directivo asumió las funciones y competencias que en materia de regulación del juego venía desarrollando ésta, sin embargo su creación estaba pensada de una forma temporal, pues se consideraba que sería «la base sobre la que se constituirá la futura Comisión Nacional del Juego».
Sin embargo, este objetivo se quedó en una mera idea, pues el cambio de gobierno de finales de 2011 hizo que el nuevo gobierno crease en 2013 la Comisión Nacional de los Mercados y la Competencia (CNMC) que asumía competencias regulatorias de prácticamente todos los mercados, incluido el juego, y la Comisión Nacional del Juego no llegó a desarrollarse, asumiendo la DGOJ sus funciones.
La estructura de la DGOJ se ha mantenido igual desde su creación en 2011, con la salvedad de que la original Subdirección General de Gestión del Juego pasó en 2012 a denominarse Subdirección General de Gestión y Relaciones Institucionales.
En 2020, la dirección general pasó a depender de la Secretaría General de Consumo y Juego del nuevo Ministerio de Consumo. Además, se suprimió la Subdirección General de Gestión y Relaciones Institucionales, cuyas funciones se repartieron entre las otras dos subdirecciones generales. Desde noviembre de 2023, se adscribe al Ministerio de Derechos Sociales, Consumo y Agenda 2030.

## Estructura y funciones
De la Dirección General dependen los siguientes órganos directivos:
- La Subdirección General de Regulación del Juego, a la que corresponde la tramitación de la autorización de las actividades ocasionales de juego de ámbito estatal, así como de cualquier aspecto de las modalidades y tipos de juego sujetos a título habilitante que requiera de una autorización específica; la propuesta y el análisis del impacto de la normativa relativa a la actividad de juego de ámbito estatal; la tramitación de los procedimientos de solicitud de títulos habilitantes para el ejercicio de actividades de juego de ámbito estatal; la tramitación de los procedimientos administrativos sancionadores en materia de juego en relación con los puntos de venta de la sociedad estatal Loterías y Apuestas del Estado; las relaciones institucionales con otros órganos u organismos de la Administración General del Estado, comunidades autónomas y ciudades de Ceuta y Melilla, corporaciones locales, organismos internacionales y cualquier otra institución pública, española o extranjera, con funciones regulatorias en materia de juego; las relaciones institucionales con cualesquiera entidades públicas o privadas en relación con la dimensión social o económica del juego; informar, con carácter preceptivo, la autorización de las actividades de lotería sujetas a reserva; la tramitación de expedientes administrativos sancionadores iniciados por infracciones contempladas en la Ley de regulación del juego  de 2011; el requerimiento a cualquier proveedor de servicios de pago, entidades de prestación de servicios de comunicación audiovisual, servicios de la sociedad de la información o de comunicaciones electrónicas, y servicios o canales de difusión de publicidad y promoción de juegos, del cese de los servicios que estuvieran prestando; la promoción y supervisión de mecanismos de relación entre los participantes y los operadores de juego y de protección de los intereses de los participantes, incluyendo la tramitación y resolución de las reclamaciones que pudieran ser presentadas por los participantes contra los operadores; a supervisión de los mecanismos y sistemas de ordenación de la actividad publicitaria en materia de juego de ámbito estatal; la gestión de los Registros del sector del Juego de ámbito estatal; así como el desarrollo y ejecución de políticas y acciones preventivas dirigidas a la sensibilización, información y difusión de buenas prácticas del juego, del juego ordenado y del juego responsable, mediante campañas de publicidad, la actuación en medios y redes de comunicación y la colaboración con otras Administraciones Públicas u organismos de carácter público o privado
- La Subdirección General de Inspección del Juego, a la que corresponde la inspección de las actividades de juego de ámbito estatal y de los sistemas técnicos utilizados en las mismas, así como la propuesta de iniciación de expedientes sancionadores derivados de dicha inspección; la gestión económico-financiera de las garantías vinculadas a las licencias generales de juego; la persecución del juego ilegal no autorizado, ya se realice en el ámbito del Reino de España, ya desde fuera de España y que se dirija al territorio español; el requerimiento de información a entidades, operadores de juego, proveedores de servicios de estos y participantes en los juegos; el establecimiento de los requisitos técnicos y funcionales de los juegos y la homologación de los sistemas técnicos de juegos; la promoción y realización de estudios y trabajos de investigación en materia de juego, así como sobre su incidencia o impacto en la sociedad; la colaboración con las autoridades competentes en la prevención y control del fraude y la defensa de la integridad en las actividades de juego, y con otros reguladores del Espacio Económico Europeo en la persecución del juego ilegal.
- La División de Control del Juego Seguro, a la que le corresponde la persecución del juego ilegal no autorizado, ya se realice en España o desde el extranjero y que se dirija al territorio español, así como las tareas de apoyo administrativo que pudiesen serle requeridas en el desempeño de las funciones de representación institucional del centro directivo.

La Dirección General asume directamente la gestión de los recursos materiales e infraestructuras relacionados con los sistemas electrónicos de supervisión de los operadores y de relación con los participantes, operadores y otras Administraciones Públicas.

### Órganos adscritos
- Comisión Nacional para combatir la manipulación de las competiciones deportivas y el fraude en las apuestas.
- Consejo Asesor de Juego Responsable.

## Directores generales
- María Inmaculada Vela Sastre (12 de marzo de 2011-24 de enero de 2012)
- Enrique Alejo González (24 de enero de 2012-27 de abril de 2013)
- Carlos Hernández Rivera (abril-junio de 2013). Interino.
- Carlos Hernández Rivera (15 de junio de 2013-12 de noviembre de 2016)
- Juan Espinosa García (noviembre-diciembre 2016). Interino.
- Juan Espinosa García (31 de diciembre de 2016-6 de mayo de 2020)[10]
- Mikel Arana (6 de mayo de 2020-presente)[3]